# 父女變變變
《父女七日變》（日语：パパとムスメの7日間），是日本東京放送电视台（TBS）从2007年7月1日到2007年8月19日间在日曜劇場播放的連續劇，由館廣和新垣結衣主演。該劇改編自五十嵐貴久所創作的同名小說。播送时间为每周日晚9时至9时54分，每集54分钟。
2022年7月TBS電視台時隔15年翻拍令和版《父女七日變》。由飯沼愛主演。

## 劇情故事
47岁的川原恭一郎是美生化妆品公司宣传部副部长。他每天为了家中母女兢兢业业工作奔波，但就读高中二年级的女儿小梅却与自己逐渐疏远，令他十分忧伤。看着女儿4岁时的录影，他很希望自己能像往日一样与女儿亲密无间。一次，老家的桃子成熟了，全家三口回老家探亲，恭一郎和小梅先行搭乘列车回家，父女吃着刚摘的桃子，却碰上列车事故，双双受伤送院。两人醒来时，却发现灵魂与身体互换。
互换身份以後，父女俩不得不开始以新的身份继续生活。小梅要到爸爸的公司上班，而恭一郎则要到女儿的高中上学。丝毫不熟悉对方生活的两个人闹出了许多笑话，也逐渐体会到对方生活中的种种困难。为了不被揭穿，互换身份的父女被迫常常沟通。恭一郎得到与女儿沟通的机会，乐在其中；小梅却因为无法和学长交往而苦恼，阴差阳错之下还让早已暗恋恭一郎的下属西野和香子误以为有机可趁，发展出无法预料的关系。然而小梅和恭一郎也用自己的角度重新审视了对方原有的环境，用自己的性格和方法解决了对方无法解决的问题。小梅更带领着美生宣传部的下属们为新产品的研发而奋斗。
然而这种情况不能持续下去，恭一郎从外婆讲述的仙桃传说中发现了互换身份的秘密。只有在互换身份的七天内吃到仙桃，才能变回原状。父女俩回到老家的桃树林里寻找最後的仙桃，却遇上了同样来寻找仙桃的和香子。和香子为了能和恭一郎在一起，希望吃下仙桃，变成恭一郎的妻子。然而仙桃只剩下最后一个了。争抢之中，恭一郎和小梅滚落山坡，双双送院。醒来之後，他们发现身份变回来了。最後，小梅终于向学长表白；恭一郎也成功通过了新产品的研发案，並晉升為新成立部門的部長。最重要的是，父亲和女儿都感受到了对方的心意。小梅缠着奶奶讲仙桃的故事，却得知只有在接下来的七天里好好相处，才不会再次互换，就这样，新的七天又开始了。

## 主要角色與演員

### 主要角色
- 川原恭一郎（47）- 館廣（日语：舘ひろし） （香港配音：朱子聰）-主演

原本為大型化妝品公司美生化妝品宣傳部副部長，公司開發新產品「Rainbow Dream」（以青少年市場設計的香水）後調任為開發項目研究小組組長。與女兒小梅一起遭遇列车事故，恢复意識後才發現與小梅調換了身體。學生時代參加过電影研究會。每年的求婚日会送一棵草莓花給妻子理惠子。求婚時弄錯了花語。
- 川原小梅（16）- 新垣結衣／石井萌萌果（幼年） （香港配音：林元春）

櫻台北高中2年級生。暗戀足球隊的學長大杉健太。由於列車事故，和爸爸恭一郎的身體互換。擁有班上手機按短信速度最快紀錄的榮譽。

### 川原家
- 川原理惠子（42）- 麻生祐未 （香港配音：沈小蘭）

恭一郎的妻子，小梅的母親。愛著小梅和恭一郎二人。最喜爱的花园里种植着每年求婚紀念日恭一郎贈送的千日紅。
- 國枝密（72） - 佐佐木澄江（香港配音：區瑞華）

理惠子的母親，小梅的外婆。
- 国枝敏子-香寿たつき（香港配音：黃麗芳）

理惠子的妹妹。

### 櫻台北高校
- 大杉健太 - 加藤成亮（NEWS）（香港配音：黃榮璋）

小梅的學長，3年級生，足球隊隊員。喜歡小梅。
- 中山律子 - 森田彩華（香港配音：張頌欣）

與小梅相當要好的同班同學。
- 平田佐緒里 - 奈津子（香港配音：何璐怡）
- 高木美佳 - 高山侑子
- 小關智弘 - 大和田健介（香港配音：曹啟謙）
- 兩角老師 - 田口浩正（香港配音：林保全）

### 美生化粧品
- 中嶋耕介 - 八嶋智人（香港配音：李錦綸）
- 西野和香子 - 佐田真由美（香港配音：謝潔貞）
- 植草喜一 - 伊藤正之（香港配音：劉昭文）
- 前田幸一 - 金兒憲史（香港配音：葉振聲）
- 櫻木真一 - 高田延彥（香港配音：梁志達）
- 渡邊武志 - 江守徹（香港配音：譚炳文）
- 三船渉 - 宮下裕治（香港配音：梁偉德）
- 椎名加奈子 - 今井理香（香港配音：梁少霞）
- 內崎久子 - 飯沼千惠子（香港配音：蔡惠萍）
- 渡邊専務 - 小野寺昭
- 梶野勇兒 - 柏原收史（香港配音：伍博民）
- 森山礼次郎 - 大和田伸也（香港配音：張炳強）
- 濱松 - 沼崎悠

## 創作人員
- 編劇：荒井修子、渡邊千穗、德永友一
- 配樂：山下康介
- 製作人：那須田淳、津留正明
- 導演：高成麻畝子、 吉田健
- 主題歌：YUKI「星屑サンセット」

## 各集日本首播收視率
| 集數            | 中文標題                                                            | 日文原文標題 | 播出時間 | 收視率 |
| --------------- | ------------------------------------------------------------------- | ------------ | -------- | ------ |
| 第1話           | 真的嗎!? 我是爸爸，爸爸是我                                         |              | 7月1日   | 14.0%  |
| 第2話           | 爸爸害我失戀!? 女兒害我被炒魷魚!?                                   |              | 7月8日   | 12.8%  |
| 第3話           | 爸爸害我留級!? 女兒害我婚姻拉警報!?                                 |              | 7月15日  | 13.1%  |
| 第4話           | 決戰!女兒的御膳會議!!                                               |              | 7月22日  | 14.1%  |
| 第5話           | 「我明明是小梅呀!」好想回到自己的身體之第7日! 暴風雨般的告白!三方面談 |              | 8月5日   | 16.7%  |
| 第6話           | 「這樣一來，我們就能回到以前了……吧?」 傳說中的仙桃之祕密            |              | 8月12日  | 11.9%  |
| 最終話          | 「爸爸，謝謝你…」─七天來的秘密                                      |              | 8月19日  | 14.5%  |
| 平均收視率13.9% |                                                                     |              |          |        |

- 7月29日（第5話）因為直播選舉關係，節目順延一個星期。

## 得獎紀錄
- 第17回TV LIFE年度日劇大賞：助演女優賞（新垣結衣）[1]
- 第4回TVnavi日劇年度大賞：助演女優賞（新垣結衣）

## 軼事
2018年第61屆日本藍絲帶獎頒獎典禮上，館廣獲得最佳男主角獎。當時擔任司儀的新垣結衣以“恭喜爸爸”的說話祝賀，館廣也以“多謝小梅”來回應，到最後兩人也以互相擁抱來祝福。可見兩人的“父女情”在劇集播放過了11年仍然深厚。

## 韓國電影版
韓國A KIMCHI MOVIE PRODUCTION於2017年翻拍成電影《爸爸是女兒》（韓語：아빠는 딸），由金亨協執導，尹濟文及庭沼珉主演。

## 越南電影版
越南Chanh Phuong Film於2018年翻拍成電影《爸爸的靈魂女兒的皮膚》，由日本落合賢執導，泰和及凱蒂·阮主演。

## 2022年電視劇
2022年7月27日（26日深夜）至9月14日（13日深夜）於TBS電視台深夜電視劇時段「DRAMA STREAM」播出。主演是飯沼愛。
台灣由KKTV於7月28日起跟播。

### 登場人物
- 川原小梅：飯沼愛
- 大杉健太：長尾謙杜（浪花男子）[3]
- 中山律子：小栗有以（AKB48）[4]
- 小關智弘：松本生[4]
- 中嶋耕介：水間論[5]
- 西野和香子：高木瞳○（Ponpoko）[5]
- 川原理惠子：羽田美智子[5]
- 川原恭一郎：眞島秀和[3]
- 兩角老師：杉山英司（第4話 -）[6]
- 藤野凛花：鈴木優華（第6話 -）[7]

### 客串角色
- 美生化妝品形象人物：堀未央奈

### 製作團隊
- 編劇：荒井修子
- 片頭曲：
- 片尾曲：MaRuRi（JVC建伍勝利娛樂）
- 編成：中西真央
- 製作人：大河原美奈
- 串流製作人：近藤貴明、大原拓真
- 導演：嶋田廣野、松田禮人
- 制作公司：TBS SPARKLE
- 製作：『父女變變變』製作委員会

### 放送列表
| 集數   | 播放日期 | 副標題 | 導演     |
| ------ | -------- | ------ | -------- |
| 第1話  | 7月27日  |        | 嶋田広野 |
| 第2話  | 8月03日  |        | 嶋田広野 |
| 第3話  | 8月10日  |        | 松田礼人 |
| 第4話  | 8月17日  |        | 松田礼人 |
| 第5話  | 8月24日  |        | 嶋田広野 |
| 第6話  | 8月31日  |        | 松田礼人 |
| 第7話  | 9月07日  |        | 嶋田広野 |
| 最終話 | 9月14日  |        | 嶋田広野 |

## 外部連結
- （日語） 父女七日變 - 東京放送官方網站 （页面存档备份，存于）
- （繁體中文） 父女變變變 - 緯來日本台官方網站 （页面存档备份，存于）
- 互联网电影数据库（IMDb）上《父女變變變》的资料（英文）

## 作品的變遷
| 日本TBS電視台 週日劇場              | 日本TBS電視台 週日劇場                 | 日本TBS電視台 週日劇場        |
| ----------------------------------- | -------------------------------------- | ----------------------------- |
|                                     | 父女七日變 （2007.7.1 - 2007.8.19）    |                               |
| 別開玩笑 （2007.4.15 - 2007.6.24）  | 二十歲戀人 （2007.10.14 - 2007.12.16） |                               |
| 日本TBS電視台 Drama Stream          |                                        |                               |
| 理想的男友 （2022.6.1 - 2022.7.20） | 父女七日變 （2022.7.27 - 2022.9.14）   | 階梯下的梵谷 （2022.9.21 - ） |

| 緯來日本台 一番偶像劇22:00-23:00    | 緯來日本台 一番偶像劇22:00-23:00              | 緯來日本台 一番偶像劇22:00-23:00                  |
| ----------------------------------- | --------------------------------------------- | ------------------------------------------------- |
|                                     | 父女變變變 （2008.3.5 - 2008.3.13）           |                                                   |
| Stand UP!! （2008.2.19 - 2008.3.4） | 輪舞曲（重播） （2008.3.14 - 2008.3.28）      |                                                   |
| OL生存戰 (2009.6.8 - 2009.6.19）    | 父女變變變 （重播） （2009.6.22 - 2009.6.30） | 花樣少年少女 （重播+特別篇） (2009.7.1-2009.7.16) |

| 緯來日本台 每週一至五 22:00 - 23:00 | 緯來日本台 每週一至五 22:00 - 23:00             | 緯來日本台 每週一至五 22:00 - 23:00 |
| ----------------------------------- | ----------------------------------------------- | ----------------------------------- |
|                                     | 父女七日變 （重播） （2015.12.03 - 2015.12.11） |                                     |
| 人民王 (2015.11.23 - 2015.12.02）   | 交響情人夢（重播）                              |                                     |

| 香港電視廣播有限公司 J2台 星期五J2族時段 | 香港電視廣播有限公司 J2台 星期五J2族時段 | 香港電視廣播有限公司 J2台 星期五J2族時段 |
| ---------------------------------------- | ---------------------------------------- | ---------------------------------------- |
|                                          | 父女七日變 （2008.6.13 - 2008.7.25）     |                                          |
| Life （2008.5.25 - 2008.6.6）            | 盛裝舞步愛作戰 （2008.8.1 - ）           |                                          |

| 香港 星期一至五 21:00 - 22:00         | 香港 星期一至五 21:00 - 22:00            | 香港 星期一至五 21:00 - 22:00 |
| ------------------------------------- | ---------------------------------------- | ----------------------------- |
|                                       | 父女7日變 （2016.10.27 - 2016.11.04）    |                               |
| Mr. Brain （2016.10.14 - 2016.10.26） | 你鄰居的妻子 （2016.11.07 - 2016.12.13） |                               |